# ستاردست الساحر الخارق

ستاردست الساحر الخارق هو بطل خارق خيالي من العصر الذهبي للقصص المصورة والذي ظهر في الأصل في الكتب المصورة الأمريكية التي نشرتها Fox Features Syndicate(نقابة فوكس المميزة) . تم إنشاء الشخصية بواسطة الكاتب الفنان فليتشر هانكس ،  وظهر لأول مرة في مجلة Fantastic Comics #1 كاريكاتير رائعة) ديسمبر 1939

## الحواشي
1. ↑  Yoe، Craig (2018). Super Weird Heroes Vol. 2: Preposterous But True. Yoe Books. ص. 282. ISBN:978-1631408588.

## روابط خارجية
- كاريكاتير رائعة في المتحف الرقمي الهزلي
- The Big 3، رقم 2 في المتحف الرقمي الهزلي
- أطلق العنان لأشعة الموت لدينا واقتلهم جميعًا! الأعمال الكاملة لفليتشر هانكس